# Sam Kee Building

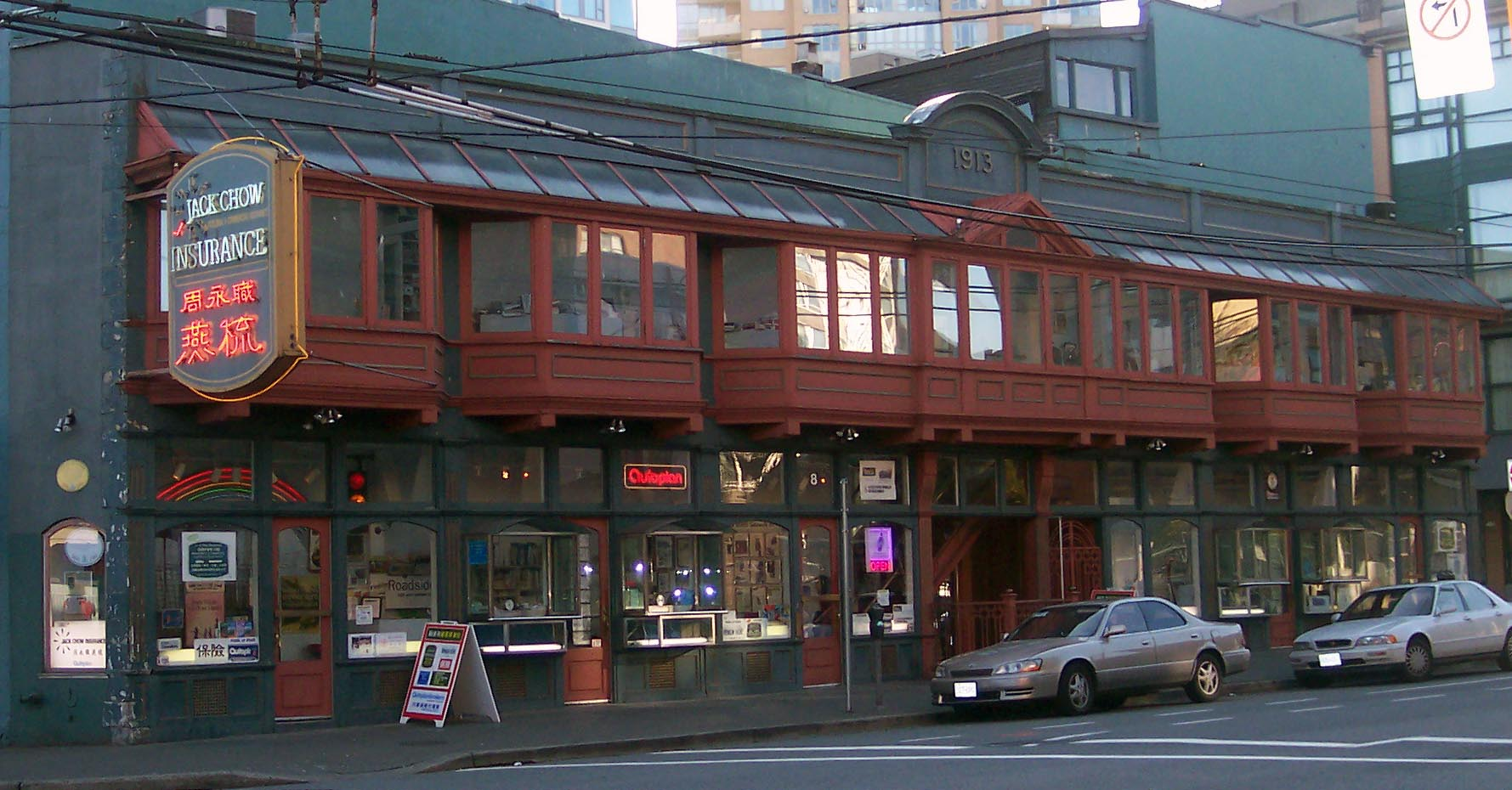
Die Frontfassade des Sam Kee Buildings mit seinen Ladengeschäften

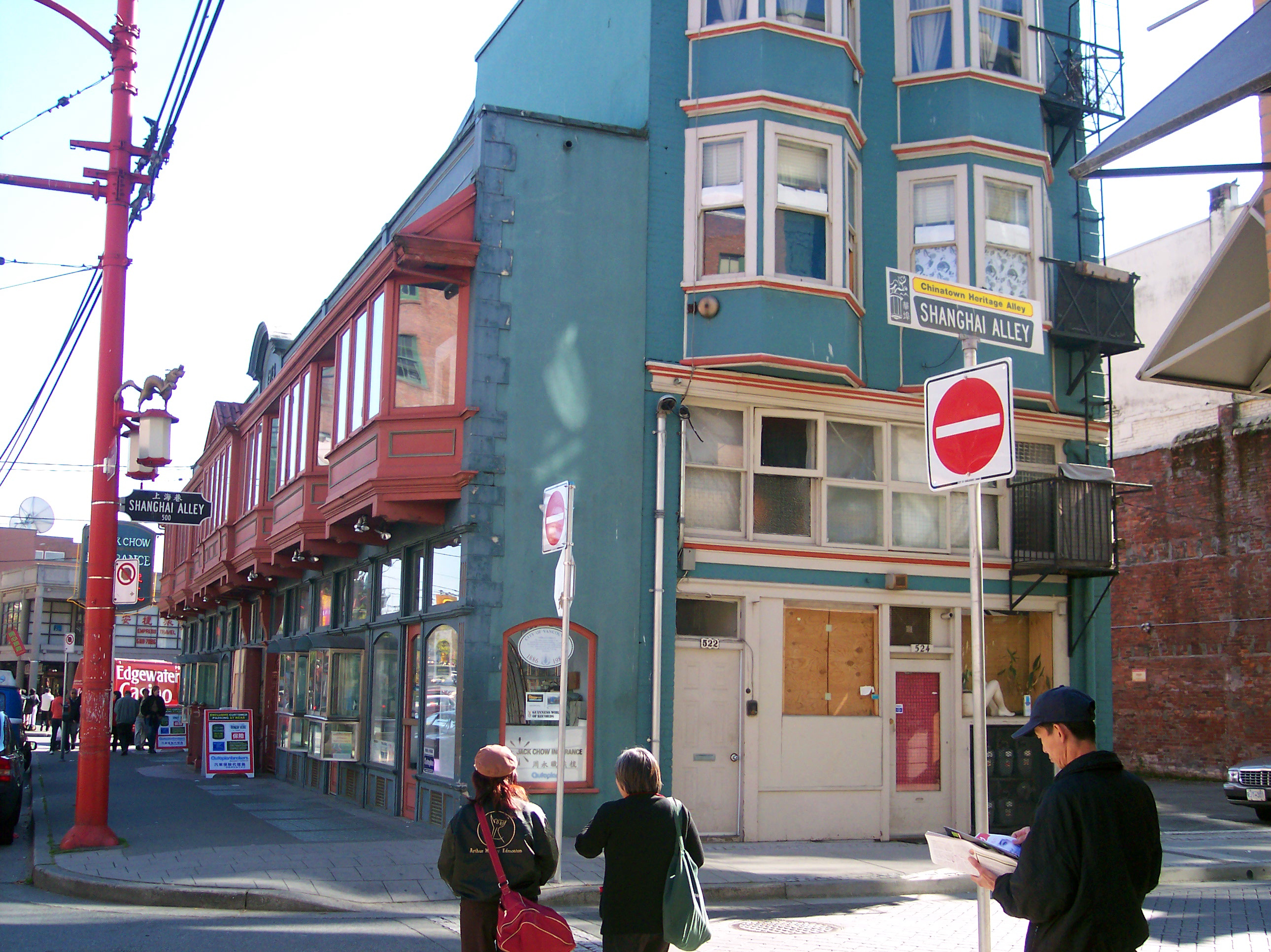
Die schmale Gebäudeseite (bis etwa zum Regenrohr), hier an der Ecke zur Shanghai Alley

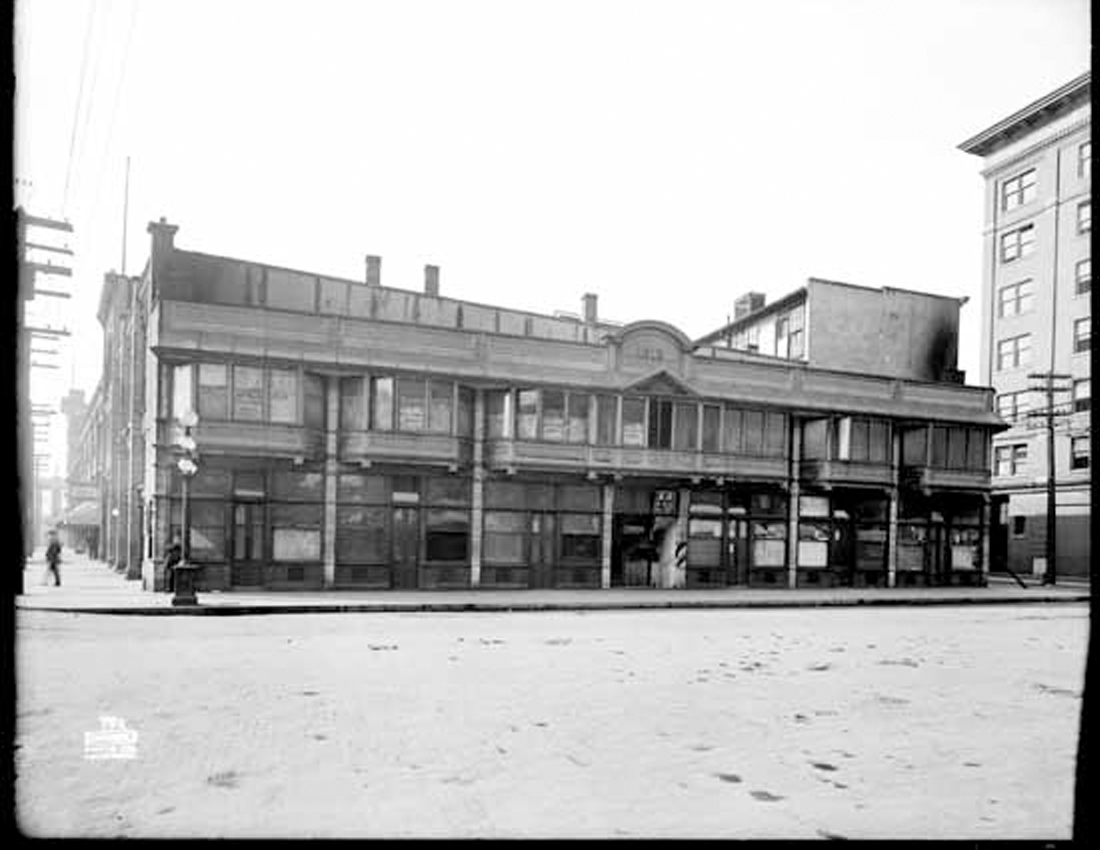
Das Gebäude kurz nach seiner Errichtung zu Beginn des 20. Jahrhunderts

Das Sam Kee Building (heute auch als Jack Chow Insurance bezeichnet) ist ein seit dem Jahr 2003 denkmalgeschütztes, gewerblich genutztes Gebäude im westlichen Teil der Chinatown, im Stadtteil Downtown, der kanadischen Stadt Vancouver. Es liegt an der 8 West Pender Street beim Millennium-Gate und erhielt einen Eintrag in das Guinness-Buch der Rekorde als das schmalste Gewerbegebäude der Welt.

## Architektur
Das Gebäude ist oberhalb des Straßenniveaus zweigeschossig und verfügt über eine Tiefe von rund 1,5 Metern. Im zweiten Geschoss erweitern fast durchgängig geschaffene Erker die Nutzfläche. Sie verfügen über Dachschrägen und einen zentralen Giebel. Die Dachbrüstung des Gebäudes beinhaltet ein halbrundes Mittelelement mit der Aufschrift des Baujahres, „1913“. Die Frontseite des Gebäudes ist großzügig verglast; die schmalen Seitenwände des Hauses haben nur im Erdgeschoss je ein Rundbogenfenster. Unterhalb des Objektes gibt es einen Keller, der sich bis unter den Bürgersteig erstreckt. Hier wurde ursprünglich ein Badehaus betrieben; auch ein Barbier war dort tätig. Zur Lichtgewinnung in diesen Kellerräumen wurden Glasbausteine in die Oberfläche des Fußweges eingelassen; er wird deshalb als „glass sidewalk“ bezeichnet.

## Geschichte
Der wohlhabende Bauherr des Gebäudes war Chang Toy, auch Sam Kee genannt (1857–1921). Der Chinese war 1874 als Arbeiter nach British Columbia eingewandert. Seit Anfang der 1880er Jahre betrieb er in Vancouver die erfolgreiche Sam Kee Company, die Reis aus China importierte und Fisch in asiatische Länder exportierte. Toy besaß ein Grundstück in Vancouvers Chinatown, das er Anfang des 20. Jahrhunderts zum größeren Teil an die Stadt Vancouver verkaufen musste, damit die dort gelegene Pender Street verbreitert werden konnte. Der von der Stadt gezahlte Kaufpreis von 40.000 Dollar wurde als zu gering und von dem aus Asien eingewanderten Besitzer als diskriminierend empfunden. Aus Verärgerung nahm Toy eine Wette an und konnte 1912 das Architekturbüro Bryan and Gillam für ein Bauprojekt auf dem verbliebenen Restgrundstück gewinnen. Die Architekten entwarfen das schmale Geschäftshaus auf Basis einer Stahlrahmenkonstruktion. Im Erdgeschoss wurden Ladengeschäfte eingerichtet, im Obergeschoss Büro- und Wohnräume angelegt. 1913 war das Gebäude erstellt, innerhalb kurzer Zeit richteten 13 Firmen hier ihren Sitz ein. Die im Kellergeschoss gelegenen Bäder waren zu ihrer Zeit die einzigen Warmwasserbäder Chinatowns.
1966 kaufte das Architektenbüro Birmingham and Wood die Immobilie und richtete hier sein Büro ein. Der Versicherungsmakler Jack Chow erwarb das renovierungsbedürftige Gebäude im Jahr 1985. Mithilfe eines Kredites der Stadt Vancouver sanierte er das Objekt. Heute betreibt hier sein Sohn die Jack Chow Insurance.